# Йозеф фон Залм-Райфершайт-Дик
Йозеф Франц Мария Антон Хуберт Игнац фон Залм-Райфершайт-Дик (на немски: Joseph Franz Maria Anton Hubert Ignaz Fürst von Salm-Reifferscheidt-Dyck; * 4 септември 1773, дворец Дик при Нойс; † 21 март или 27 март 1861, Ница) е управляващ граф и алтграф на Залм-Райфершайт в замък Дик в Северен Рейн-Вестфалия, от 1816 г. княз алтграф на Залм-Райфершайт-Дик. Той е писател, аматьор-ботаник и собственик на дворец Дик при Нойс.

## Живот
Той е големият син на граф и алтграф Йохан Франц Вилхелм фон Залм-Райфершайт-Дик (1714 – 1775) и съпругата му графиня Августа Мария Фридерика Йозефа Анна Терезия Регула фон Валдбург-Цайл-Вурцах (1743 – 1776), дъщеря на наследственяия трушсес граф Франц Ернст фон Валдбург-Цайл-Вурцах (1704 – 1781) и графиня Мария Елеонора фон Кьонигсег-Ротенфелс (1711 – 1766). Брат му Франц Йозеф Август (* 16 октомври 1775; † 26 декември 1826) е княз и алтграф на Залм-Райфершайт-Дик, женен на 26 август 1810 г. за графиня Мария Валбурга Йозефа Терезия Каролина фон Валдбург-Волфег-Валдзее (* 6 декември 1791; † 5 юни 1853) и има два сина: неженените княз Алфред Йозеф Клеменс фон Залм-Райфершайт-Алфтер (* 31 май 1811; † 2 август 1888) и Фридрих Карл Франц фон Залм-Райфершайт-Алфтер (* 1/8 октомври 1812; † 1 август 1849).
Йозеф учи в йезуитския колеж в Кьолн, пътува за лични научни изследвания във Виена, Брюксел и Париж. През 1794 г. той преобразява значимия парк на дворец Дик в градина в английски стил.
През 1816 г. става княз и алтграф на Залм-Райфершайт-Дик. През 1819 г. е избран за член на „Германската академия на изследователите на природата Леополдина“.
На Залм-Райфершайт-Дик са наречени някои растения.

## Фамилия
Първи брак: през 1792 г. с графиня Мария Терезия фон Хатцфелдт (* 13 април 1776; † 1 май 1838), единствена дъщеря на граф Клеменс Август Йохан Непомук фон Хатцфелдт-Шьонщайн (* 9 юни 1743; † 16 септември 1794, Бон) и Мария Анна Хортензия фон Циротин (* 1750; † 31 декември 1813). Бракът е бездетен. Те се развеждат след 10 години през 1801 г.
Втори брак: на 14 декември 1803 г. с френската поетеса и писателка Констанца Мария де Тайз (* 7 ноември 1767, Нант; † 13 април 1845, Париж). Бракът е бездетен. През зимните месеци те живеят 20 години в Париж. Тяхната къща става там център на учени и хора на изкуството.

## Произведения и каталози на градината му
- Liste des Plantes Grasses, Cultivées dans les Jardins de M. le Comte de Salm, à Dyck. Düsseldorf ca. 1809.
- Plantae succulentae horti Dyckensis. Düsseldorf 1816.
- Verzeichniß der verschiedenen Arten und Abarten des Geschlechts Aloe, Düsseldorf 1817.
  - Catalogue raisonné des espèces et variétés d'Aloées Düsseldorf 1817.
- Plantae succulentae horti Dyckensis. Düsseldorf 1820.
- Observationes botanicae in horto notatae. Köln 1820.
- Observationes botanicae in horto notatae. Köln 1821.
- Observationes botanicae in horto notatae. Anno 1822. Köln 1822.
- Index plantarum succulentarum in horto Dyckensi cultae. Aachen 1822.
- Index plantarum succulentarum in horto Dyckensi cultarum. Aachen 1829.
- Index plantarum succulentarum in horto Dyckensi cultarum. Aachen 1834.
- Hortus Dyckensis Oder Verzeichniss der in dem botanischen Garten zu Dyck wachsenden Pflanzen. Arnz & Comp., Düsseldorf 1834.
  - Hortus Dyckensis ou Catalogue des plantes cultivées dan les jardins de Dyck. Arnz & Comp., Düsseldorf 1834.
- Cacteae in horto Dyckensi cultae anno 1841 additis tribuum generumque characteribus emendatis. Düsseldorf/Bonn 1841.
- Cacteae in horto Dyckensi cultae anno 184. Düsseldorf 1842.
- Index plantarum succulentarum in horto Dyckensi cultarum. Aachen 1843.
- Cacteae in horto Dyckensi cultae anno 1844 additis tribuum generumque characteribus emendatis. Düsseldorf/Paris 1845.
- Cacteae in horto Dyckensi cultae anno 1849, secundum tribus et genera digestæ additis adnotationibus botanicis characteribusque specierum in enumeratione diagnostica cactearum doct. Pfeifferi non descriptarum. Henry & Cohen, Bonn 1850.
- Monographia generum Aloes et Mesembrianthemi. 7 Teile, Bonn 1836 – 1863, mit 252 teilweise colorierten Tafeln (Teil 1, Teil 2, Teil 3, Teil 4).
- Beschreibung einiger neuen Cacteen welche im Fürstlich Salm-Dyck'schen Garten cultivirt werden. In: Allgemeine Gartenzeitung. Band 13, Nummer 49, 6. Dezember 1845, S. 385 – 386.
- Bemerkungen über die Gattungen Agave und Fourcroya nebst Beschreibung einiger neuen Arten. In: Bonplandia. Band 7, Nummer 5, 15. April 1859, S. 85 – 96.